# European Computer Trade Show
European Computer Trade Show (ECTS, рус. Европейская компьютерная выставка) — ежегодное европейское мероприятие, общественная выставка, посвящённая IT-индустрии в общем и индустрии компьютерных игр в частности. Первая выставка прошла в 1989 году, а последняя — в 2004 году.

## История и описание
Изначально ECTS была открыта только для специалистов отрасли и журналистов. Тем не менее происходили частые проникновения на мероприятия со стороны неуполномоченных лиц с поддельными удостоверениями личности. В связи с широкомасштабной природой таких проникновений многие участники стали проводить мероприятия для открытой общественности, наряду с ECTS стали проводиться открытые шоу типа Future Entertainment Show и Game Stars Live.
ECTS проводилась в конце августа и начале сентября каждого года. Начиная с 2002 года, ECTS проводилось в Earls Court Exhibition Centre в Лондоне. До этого ECTS проводилась в также в Лондоне, но в других местах: ExCeL London, Grand Hall и в Олимпии.
С 2001 по 2004 года параллельно ECTS проводилось Game Developers Conference Europe. Тогда как ECTS была ориентирована на общественность, потребителей и прессу, GDC Europe ориентировалось на общение между профессиональными разработчиками игр и предназначалось только для посещения разработчиками. В 2004 году GDC Europe сменило местоположение.
В апреле 2005 года организатор ECTS CMP Media объявил о прекращении проведения ECTS в связи с уходом компании с рынка Великобритании.

## Места
| Год  | Даты           | Местоположение                |
| ---- | -------------- | ----------------------------- |
| 1989 | 16-18 апреля   | Business Design Centre        |
| 1990 | 1-3 апреля     | Business Design Centre        |
| 1991 | 14-16 апреля   | Business Design Centre        |
| 1992 | 12-14 апреля   | Business Design Centre        |
|      | 6-8 сентября   | Business Design Centre        |
| 1993 | 4-6 апреля     | Business Design Centre        |
|      | 5-7 сентября   | Business Design Centre        |
| 1994 | 10-12 апреля   | Business Design Centre        |
|      | 4-6 сентября   | Business Design Centre        |
| 1995 | 26-28 марта    | Olympia                       |
|      | 10-12 сентября | Olympia                       |
| 1996 | 14-16 апреля   | Olympia                       |
|      | 9-10 сентября  | Olympia                       |
| 1997 | 7-9 сентября   | Olympia                       |
| 1998 | 6-8 сентября   | Olympia                       |
| 1999 | 5-7 сентября   | Olympia                       |
| 2000 | 3-5 сентября   | Olympia                       |
| 2001 | 2-4 сентября   | ExCeL                         |
| 2002 | 29-31 августа  | Earls Court Exhibition Centre |
| 2003 | 27-29 августа  | Earls Court Exhibition Centre |
| 2004 | 1-3 сентября   | Earls Court Exhibition Centre |